# 1. Fußball- und Sportverein Mainz 05 1996-1997
Questa voce raccoglie le informazioni riguardanti il 1. Fußball- und Sportverein Mainz 05 nelle competizioni ufficiali della stagione 1996-1997.

## Stagione
Nella stagione 1996-1997 il Magonza, allenato da Wolfgang Frank, Manfred Lorenz e Reinhard Saftig, concluse il campionato di 2. Bundesliga al 4º posto. In Coppa di Germania il Magonza fu eliminato al primo turno dal Norimberga.

## Rosa
| N. |                     | Ruolo | Calciatore           |
| -- | ------------------- | ----- | -------------------- |
| 1  | Germania (bandiera) | P     | Dimo Wache           |
| 3  | Germania (bandiera) | D     | Uwe Stöver           |
| 4  | Germania (bandiera) | D     | Jürgen Klopp         |
| 5  | Germania (bandiera) | D     | Peter Neustädter     |
| 6  | Germania (bandiera) | C     | Lars Schmidt         |
| 7  | Germania (bandiera) | A     | Sven Demandt         |
| 8  | Germania (bandiera) | C     | Torsten Lieberknecht |
| 9  | Germania (bandiera) | A     | Marco Grevelhörster  |
| 11 | Germania (bandiera) | C     | Christian Hock       |
| 12 | Germania (bandiera) | C     | Steffen Herzberger   |
| 15 | Germania (bandiera) | C     | Adrian Spyrka        |
| 16 | Croazia (bandiera)  | A     | Stipan Jakic         |
| 20 | Germania (bandiera) | A     | Guido Erhard         |

| N. |                                 | Ruolo | Calciatore         |
| -- | ------------------------------- | ----- | ------------------ |
| 21 | Serbia (bandiera)               | D     | Miroslav Tanjga    |
| 22 | Germania (bandiera)             | P     | Stephan Kuhnert    |
| 24 | Estonia (bandiera)              | D     | Marek Lemsalu      |
| 2  | Germania (bandiera)             | D     | Helmut Gabriel     |
| 26 | Germania (bandiera)             | D     | Lars Meyer         |
| 13 | Germania (bandiera)             | D     | Hendrik Weiss      |
| 18 | Bosnia ed Erzegovina (bandiera) | C     | Bruno Akrapović    |
| 29 | Russia (bandiera)               | C     | Aleksandr Karataev |
| 17 | Germania (bandiera)             | C     | Markus Kreuz       |
| 19 | Ghana (bandiera)                | C     | Michael Osei       |
| 10 | Marocco (bandiera)              | C     | Abderrahim Ouakili |
| 30 | Brasile (bandiera)              | A     | Luiz Antônio       |
| 25 | Germania (bandiera)             | A     | Gustav Policella   |

## Organigramma societario
Area tecnica
- Allenatore: Reinhard Saftig
- Allenatore in seconda:
- Preparatore dei portieri:
- Preparatori atletici:

## Calciomercato

### Sessione estiva
| Acquisti | Acquisti           | Acquisti          | Acquisti |
| R.       | Nome               | da                | Modalità |
| -------- | ------------------ | ----------------- | -------- |
| D        | Helmut Gabriel     | Rot-Weiss Essen   |          |
| A        | Guido Erhard       | Wolfsburg         |          |
| C        | Steffen Herzberger | Eintracht Treviri |          |
| C        | Michael Osei       | Caracas           |          |
| A        | Gustav Policella   | Eintracht Treviri |          |
| C        | Adrian Spyrka      | Wattenscheid 09   |          |
| D        | Miroslav Tanjga    | Hertha Berlino    |          |

| Cessioni | Cessioni             | Cessioni        | Cessioni |
| R.       | Nome                 | a               | Modalità |
| -------- | -------------------- | --------------- | -------- |
| A        | Jan-Michael Marggraf | Wehen Wiesbaden |          |
| D        | Michael Müller       | Wehen Wiesbaden |          |
| C        | Guido Schäfer        | Coblenza        |          |
| A        | Jürgen Wegmann       | Velbert         |          |
| C        | Marco Weißhaupt      | Rot-Weiß Erfurt |          |
| C        | Thomas Zampach       | Wehen Wiesbaden |          |
| C        | Thomas Ziemer        | Hansa Rostock   |          |

### Sessione invernale
| Acquisti | Acquisti     | Acquisti | Acquisti |
| R.       | Nome         | da       | Modalità |
| -------- | ------------ | -------- | -------- |
| A        | Luiz Antônio | Jazz     |          |

| Cessioni | Cessioni | Cessioni | Cessioni |
| R.       | Nome     | a        | Modalità |
| -------- | -------- | -------- | -------- |

## Risultati

### 2. Bundesliga

#### Girone di andata
| Arbitro: | Albrecht |

|             |           |  |
| Richter 57’ | Marcatori |  |

| Arbitro: | Best |

|                      |           |                 |
| Ouakili 83’ Osei 88’ | Marcatori | 56’ Bittencourt |

| Gütersloh 18 agosto 1996, ore 15:00 CEST 3ª giornata | Gütersloh | 0 – 0 referto | Magonza | Heidewaldstadion (6 500 spett.)\| Arbitro: \| Keßler \| |
| Arbitro:                                             | Keßler    |               |         |                                                         |

| Arbitro: | Hauer |

|                         |           |             |
| Schmidt 11’ Ouakili 71’ | Marcatori | 26’ Margref |

| Arbitro: | Casper |

|                |           |                   |
| Schjønberg 70’ | Marcatori | 80’ Grevelhörster |

| Arbitro: | Wendorf |

|                                          |           |  |
| Demandt 14’ Stöver 43’ Grevelhörster 67’ | Marcatori |  |

| Arbitro: | Müller |

|  |           |                               |
|  | Marcatori | 65’ Grevelhörster 74’ Ouakili |

| Arbitro: | Blumenstein |

|            |           |          |
| Schmidt 8’ | Marcatori | 52’ Klee |

| Arbitro: | Dardenne |

|                            |           |                        |
| Kobylański 38’ Gerlach 50’ | Marcatori | 51’ Schmidt 65’ Erhard |

| Arbitro: | Kemmling |

|                           |           |                       |
| Akrapović 55’ Ouakili 61’ | Marcatori | 7’ Ekström 77’ Reuter |

| Arbitro: | Insam |

|                                         |           |                                         |
| Claaßen 3’, 10’, 15’ Winter 30’ Lau 73’ | Marcatori | 30’, 79’ Erhard 32’ Ouakili 66’ Demandt |

| Magonza 27 ottobre 1996, ore 15:00 CEST 12ª giornata | Magonza | 0 – 0 referto | Unterhaching | Stadion am Bruchweg (6 197 spett.)\| Arbitro: \| Weiner \| |
| Arbitro:                                             | Weiner  |               |              |                                                            |

| Arbitro: | Byernetzky |

|                |           |             |
| Marić 62’, 76’ | Marcatori | 89’ Ouakili |

| Arbitro: | Gettke |

|                                      |           |                         |
| Neustädter 8’ Grevelhörster 31’, 69’ | Marcatori | 72’ Rusayev 78’ Bennert |

| Arbitro: | Hufgard |

|                                        |           |             |
| Klopp 29’ Tanjga 41’ Grevelhörster 76’ | Marcatori | 10’ Wollitz |

| Arbitro: | Pohlmann |

|           |           |                                   |
| Krieg 65’ | Marcatori | 11’, 45’ Lieberknecht 22’ Ouakili |

| Magonza 6 dicembre 1996, ore 19:00 CET 17ª giornata | Magonza | 0 – 0 referto | Wolfsburg | Stadion am Bruchweg (6 358 spett.)\| Arbitro: \| Wezel \| |
| Arbitro:                                            | Wezel   |               |           |                                                           |

#### Girone di ritorno
| Arbitro: | Wack |

|  |           |                    |
|  | Marcatori | 36’ Mazingu-Dinzey |

| Arbitro: | Dehmelt |

|                        |           |  |
| Heidrich 15’, 45’, 77’ | Marcatori |  |

| Arbitro: | Blumenstein |

|                             |           |  |
| Ouakili 25’, 31’ Spyrka 63’ | Marcatori |  |

| Arbitro: | Hilmes |

|  |           |                                       |
|  | Marcatori | 43’ (aut.) Pickenäcker 89’ Herzberger |

| Magonza 24 marzo 1997, ore 19:30 CET 22ª giornata | Magonza  | 0 – 0 referto | Kaiserslautern | Stadion am Bruchweg (13 551 spett.)\| Arbitro: \| Dardenne \| |
| Arbitro:                                          | Dardenne |               |                |                                                               |

| Arbitro: | Werthmann |

|           |           |           |
| Urban 70’ | Marcatori | 25’ Weiss |

| Arbitro: | Keßler |

|            |           |            |
| Spyrka 19’ | Marcatori | 55’ Möller |

| Zwickau 13 aprile 1997, ore 15:00 CEST 25ª giornata | Zwickau | 0 – 0 referto | Magonza | Westsachsenstadion (5 178 spett.)\| Arbitro: \| Stark \| |
| Arbitro:                                            | Stark   |               |         |                                                          |

| Arbitro: | Weiner |

|                  |           |  |
| Demandt 13’, 66’ | Marcatori |  |

| Arbitro: | Müller |

|                       |           |  |
| Neustädter 45’ (aut.) | Marcatori |  |

| Arbitro: | Fleske |

|                                   |           |  |
| Klopp 62’ Ouakili 68’ Demandt 73’ | Marcatori |  |

| Unterhaching 11 maggio 1997, ore 15:00 CEST 29ª giornata | Unterhaching | 0 – 0 referto | Magonza | Stadion am Sportpark (2 000 spett.)\| Arbitro: \| Wendorf \| |
| Arbitro:                                                 | Wendorf      |               |         |                                                              |

| Arbitro: | Werthmann |

|             |           |  |
| Demandt 36’ | Marcatori |  |

| Arbitro: | Fleischer |

|                       |           |             |
| König 26’ Rusayev 60’ | Marcatori | 37’ Ouakili |

| Arbitro: | Schmidt |

|  |           |             |
|  | Marcatori | 17’ Demandt |

| Arbitro: | Wezel |

|                        |           |  |
| Erhard 53’ Demandt 75’ | Marcatori |  |

| Arbitro: | Heynemann |

|                                                           |           |                                       |
| Präger 14’, 24’ Dammeier 27’ (rig.), 67’ (rig.) Ratke 76’ | Marcatori | 7’, 88’ Demandt 51’ Klopp 59’ Ouakili |

### Coppa di Germania
| Arbitro: | Bastian |

|               |           |  |
| Wiesinger 64’ | Marcatori |  |

## Statistiche

### Statistiche di squadra
| Competizione      | Punti | In casa | In casa | In casa | In casa | In casa | In casa | In trasferta | In trasferta | In trasferta | In trasferta | In trasferta | In trasferta | Totale | Totale | Totale | Totale | Totale | Totale | DR  |
| Competizione      | Punti | G       | V       | N       | P       | Gf      | Gs      | G            | V            | N            | P            | Gf           | Gs           | G      | V      | N      | P      | Gf     | Gs     | DR  |
| ----------------- | ----- | ------- | ------- | ------- | ------- | ------- | ------- | ------------ | ------------ | ------------ | ------------ | ------------ | ------------ | ------ | ------ | ------ | ------ | ------ | ------ | --- |
| 2. Bundesliga     | 54    | 17      | 10      | 6       | 1       | 28      | 10      | 17           | 4            | 6            | 7            | 22           | 24           | 34     | 14     | 12     | 8      | 50     | 34     | +16 |
| Coppa di Germania | -     | 0       | 0       | 0       | 0       | 0       | 0       | 1            | 0            | 0            | 1            | 0            | 1            | 1      | 0      | 0      | 1      | 0      | 1      | -1  |
| Totale            | 54    | 17      | 10      | 6       | 1       | 28      | 10      | 18           | 4            | 6            | 8            | 22           | 25           | 35     | 14     | 12     | 9      | 50     | 35     | +15 |

### Andamento in campionato
| Giornata  | 1  | 2  | 3 | 4 | 5 | 6 | 7 | 8 | 9 | 10 | 11 | 12 | 13 | 14 | 15 | 16 | 17 | 18 | 19 | 20 | 21 | 22 | 23 | 24 | 25 | 26 | 27 | 28 | 29 | 30 | 31 | 32 | 33 | 34 |
| --------- | -- | -- | - | - | - | - | - | - | - | -- | -- | -- | -- | -- | -- | -- | -- | -- | -- | -- | -- | -- | -- | -- | -- | -- | -- | -- | -- | -- | -- | -- | -- | -- |
| Luogo     | T  | C  | T | C | T | C | T | C | T | C  | T  | C  | T  | C  | C  | T  | C  | C  | T  | C  | T  | C  | T  | C  | T  | C  | T  | C  | T  | C  | T  | T  | C  | T  |
| Risultato | P  | V  | N | V | N | V | V | N | N | N  | P  | N  | P  | V  | V  | V  | N  | P  | P  | V  | V  | N  | N  | N  | N  | V  | P  | V  | N  | V  | P  | V  | V  | P  |
| Posizione | 13 | 10 | 9 | 6 | 5 | 2 | 2 | 2 | 3 | 5  | 5  | 4  | 9  | 7  | 4  | 2  | 2  | 5  | 5  | 5  | 4  | 4  | 4  | 4  | 4  | 3  | 5  | 4  | 5  | 4  | 4  | 4  | 4  | 4  |

Legenda:

Luogo: C = Casa; T = Trasferta. Risultato: V = Vittoria; N = Pareggio; P = Sconfitta.

### Statistiche dei giocatori
| Giocatore        | 2. Bundesliga | 2. Bundesliga | 2. Bundesliga | 2. Bundesliga | Coppa di Germania | Coppa di Germania | Coppa di Germania | Coppa di Germania | Totale   | Totale | Totale      | Totale     |
| Giocatore        | Presenze      | Reti          | Ammonizioni   | Espulsioni    | Presenze          | Reti              | Ammonizioni       | Espulsioni        | Presenze | Reti   | Ammonizioni | Espulsioni |
| ---------------- | ------------- | ------------- | ------------- | ------------- | ----------------- | ----------------- | ----------------- | ----------------- | -------- | ------ | ----------- | ---------- |
| B. Akrapović     | 32            | 1             | 10            | 0             | 1                 | 0                 | 0                 | 0                 | 33       | 1      | 10          | 0          |
| L. Antônio       | 5             | 0             | 0             | 0             | 0                 | 0                 | 0                 | 0                 | 5        | 0      | 0           | 0          |
| S. Demandt       | 31            | 10            | 3             | 0             | 1                 | 0                 | 0                 | 0                 | 32       | 10     | 3           | 0          |
| G. Erhard        | 23            | 4             | 1             | 0             | 1                 | 0                 | 0                 | 0                 | 24       | 4      | 1           | 0          |
| H. Gabriel       | 10            | 0             | 1             | 0             | 0                 | 0                 | 0                 | 0                 | 10       | 0      | 1           | 0          |
| M. Grevelhörster | 23            | 6             | 6             | 0             | 1                 | 0                 | 0                 | 0                 | 24       | 6      | 6           | 0          |
| S. Herzberger    | 20            | 1             | 2             | 1             | 1                 | 0                 | 0                 | 0                 | 21       | 1      | 2           | 1          |
| C. Hock          | 17            | 0             | 2             | 1             | 0                 | 0                 | 0                 | 0                 | 17       | 0      | 2           | 1          |
| S. Jakic         | 4             | 0             | 0             | 0             | 0                 | 0                 | 0                 | 0                 | 4        | 0      | 0           | 0          |
| A. Karataev      | 6             | 0             | 0             | 0             | 0                 | 0                 | 0                 | 0                 | 6        | 0      | 0           | 0          |
| J. Klopp         | 24            | 3             | 6             | 0             | 0                 | 0                 | 0                 | 0                 | 24       | 3      | 6           | 0          |
| M. Kreuz         | 4             | 0             | 1             | 0             | 1                 | 0                 | 0                 | 0                 | 5        | 0      | 1           | 0          |
| S. Kuhnert       | 0             | 0             | 0             | 0             | 0                 | 0                 | 0                 | 0                 | 0        | 0      | 0           | 0          |
| M. Lemsalu       | 16            | 0             | 1             | 0             | 0                 | 0                 | 0                 | 0                 | 16       | 0      | 1           | 0          |
| T. Lieberknecht  | 28            | 2             | 3             | 0             | 1                 | 0                 | 1                 | 0                 | 29       | 2      | 4           | 0          |
| L. Meyer         | 1             | 0             | 0             | 0             | 0                 | 0                 | 0                 | 0                 | 1        | 0      | 0           | 0          |
| P. Neustädter    | 33            | 1             | 5             | 0             | 1                 | 0                 | 0                 | 0                 | 34       | 1      | 5           | 0          |
| M. Osei          | 5             | 1             | 0             | 0             | 1                 | 0                 | 0                 | 0                 | 6        | 1      | 0           | 0          |
| A. Ouakili       | 32            | 12            | 8             | 0             | 1                 | 0                 | 0                 | 0                 | 33       | 12     | 8           | 0          |
| G. Policella     | 7             | 0             | 0             | 0             | 1                 | 0                 | 0                 | 0                 | 8        | 0      | 0           | 0          |
| L. Schmidt       | 32            | 3             | 10            | 0             | 1                 | 0                 | 0                 | 0                 | 33       | 3      | 10          | 0          |
| A. Spyrka        | 14            | 2             | 2             | 0             | 0                 | 0                 | 0                 | 0                 | 14       | 2      | 2           | 0          |
| U. Stöver        | 25            | 1             | 9             | 0             | 0                 | 0                 | 0                 | 0                 | 25       | 1      | 9           | 0          |
| M. Tanjga        | 31            | 1             | 3             | 0             | 1                 | 0                 | 0                 | 0                 | 32       | 1      | 3           | 0          |
| D. Wache         | 34            | 0             | 2             | 0             | 1                 | 0                 | 0                 | 0                 | 35       | 0      | 2           | 0          |
| H. Weiss         | 9             | 1             | 2             | 0             | 0                 | 0                 | 0                 | 0                 | 9        | 1      | 2           | 0          |